# Idaea invalida
Idaea invalida là một loài bướm đêm trong họ Geometridae.